# Хироши Саеки
Хироши Саеки (јап. 佐伯 博司; 26. мај 1936) бивши је јапански фудбалер.

## Каријера
Током каријере је играо за Yawata Steel.

## Репрезентација
За репрезентацију Јапана дебитовао је 1958. године. За тај тим је одиграо 4 утакмице.

## Статистика
| Јапан  | Јапан   | Јапан  |
| Година | Наступи | Голови |
| ------ | ------- | ------ |
| 1958.  | 1       | 0      |
| 1959.  | 1       | 0      |
| 1960.  | 0       | 0      |
| 1961.  | 2       | 0      |
| Укупно | 4       | 0      |